# Nicola Pasini
Nicola Pasini (Chiavenna, Italia, 10 de abril de 1991) es un futbolista italiano. Juega como defensa y su equipo actual es el Union Brescia de la Serie C.

## Carrera
Comenzó en las juveniles del Milan donde jugó la primera mitad de la temporada del 07/08, totalizando 26 presencias. A partir de entonces comienza a aparecer en algunas convocatorias del primer equipo del Milan, hasta que finalmente pasó a hacer parte del equipo que jugó la Copa UEFA en 08/09.

## Carrera internacional
Recibió su primera convocatoria a la selección de Italia sub-21 el 29 de agosto de 2007 contra Turquía y debutó en la selección sub-21 frente a Armenia sub-21 el 2 de octubre de 2007.

## Clubes
| Club                      | País   | Año         |
| ------------------------- | ------ | ----------- |
| Genoa C.F.C.              | Italia | 2011-2015   |
| Carrarese Calcio (cesión) | Italia | 2011-2012   |
| Spezia (cesión)           | Italia | 2012-2013   |
| Venezia (cesión)          | Italia | 2013-2014   |
| Pistoiese (cesión)        | Italia | 2014-2015   |
| Carpi (cesión)            | Italia | 2015        |
| Pistoiese                 | Italia | 2015-2016   |
| Bassano Virtus            | Italia | 2016-2018   |
| LR Vicenza                | Italia | 2018 - 2024 |
| Ancona Calcio             | Italia | 2024        |
| Feralpisalò               | Italia | 2024-2025   |
| Union Brescia             | Italia | 2025-       |